# Gyulai Líviusz
Gyulai Líviusz (Barót, 1937. december 2. – Budapest, 2021. március 16.) a Nemzet Művésze címmel kitüntetett, Kossuth-díjas grafikusművész. A Magyar Művészeti Akadémia rendes tagja (2012).

„Utazóféle vagyok. De sosem csak átutazó. Arra vágyom – s tudom, e kívánságom mind elérhetetlenebb –, hogy elidőzhessek egy-egy munkám világában, a képzelet számomra nagyon is valóságos színhelyén.”

– Gyulai Líviusz

## Élete
Az 1944-es, ismételt imperiumváltás miatt családja Erdélyből Magyarországra menekült. Az általános- és középiskolát már itt járta. 1962-ben fejezte be a Képzőművészeti Főiskolát Kmetty János és Ék Sándor tanítványaként, majd Olaszországban és Angliában járt tanulmányúton. Főként könyvillusztrációkat és animációs filmeket, valamint ironizáló archaizáló tollrajzokat, linómetszeteket, litográfiákat és rézkarcokat készített. Weöres Sándor könyvének, a Psychének illusztrálásával robbant be a kulturális köztudatba, kiváló stílusérzékkel valósítva meg a grafika eszközeivel ugyanazt a szerepjátékot, amelyet Weöres az irodalomban.

## Grafikái
Tollrajzain, linó- és fametszetein hitelesen ábrázolta az átélt irodalmi, kultúrtörténeti világot, amelyet egy-egy grafikai ötlettel ironikussá változtatott.

### Megjelent könyvillusztrációi
- 2017 – Lulu 80 : Mesék álló- és mozgóképeken : 2017. november 3. – 2018. január 28. Pesti Vigadó – [Budapest] : Magyar Művészeti Akadémia ; Te-Art-Rum, 111 o.
- 2014 – Jelenetek egy emberkertből : Zoográfiai tanulmányok / Szemadám György – Budapest : Széphalom Könyvműhely, 181 o.
  - Mátyás király neve napja : Száz szép mese Mátyás királyról / Kóka Rozália – Budapest : Fekete Sas, 303 o.
- 2013 – Angyalfütty : Kőkertemben liliom III / Berecz András meséi – Budapest : Berecz Bt., 44 o.
- 2012 – Vezetés- és szervezetpszichológia / Klein Sándor ; Buda Béla [et al. közreműködésével] – Budapest : Edge 2000, 741 o.
- 2010 – Psyché / Weöres Sándor - [Budapest] : Helikon, 302 o. (Egybegyűjtött művek)
  - Büntetlenek : regény / Borbély László ; fametszetekkel illusztrálva – Budapest : Magyar Írók Egyesülete, 183 o. (Lyukasóra-könyvek, 1217-9108)
- 2006 – Az öngyógyítás művészete : te vagy a felelős / Janette Rainwater ; [ford. Lászlóné Grega Éva és Klein Sándor] - Budapest : Edge 2000, 234 o.
  - Don Quijote / Cervantes ; Radnóti Miklós átdolgozásában – Budapest : Osiris, 152 o.
  - Udvariatlan szerelem : a középkori obszcén költészet antológiája / [főszerk. Bánki Éva és Szigeti Csaba] – Budapest : Prae.hu, 318 o.
  - Magyar mondák / Lázár Ervin – Budapest : Osiris, 95, [4] o.
  - Sinka ének / Sinka István verseit egybeszerk., énekelte és hangszerelte Berecz András – Budapest : Berecz Bt., 71 o.
- 2005 – Szülők és gyermekek / Haim Ginott ; [ford. Klein Sándor] [az előszót írta Klein Sándor] ; [az utószót írta Mérei Ferenc] – Budapest : Edge 2000, 160 o.
  - Szegen csengő : [mesék, népdalok a Nagykunságról és annak környékéről, muzsikával] / [írta, dalolja, elmondja] Berecz András – [Budapest] : Berecz Bt., 87 o.
- 2004 – Újpalota Rákospalota Pestújhely Kalendárium XV. kerület – Budapest : Magyar Szinergia Ház Közhasznú Egyesület, 288 o.
- 2003 – Természetgyógyászat : ép testben ép lélek / Alexander Sztrasnij ; [az orosz kéziratot ford. Lendvai Endre és Petrovné Ráti Lilla] ; [az előszót írta Klein Sándor] – Budapest : Edge 2000, 269 o.
  - Vitézlő Tururu nyaktörő kalandjai és szivárványos széphistóriája, melyben merészségén boldogságot nyer : Tururu és Türürü első meséjének folytatása - harminc felmondásban / Határ Győző - Budapest : Littera Nova, 111 o. (Sophie könyvek, 1416-6178 ; 30.)
  - Felítő : Kőkertben liliom II. / Berecz András - Budapest : Berecz Bt., 35 o.
  - Micsinált a kivoltaz? / Dömötör László ; [az illusztrációkat kész. Banga Ferenc et al.] – Budapest : Móra, 79 o.
- 2002 Gyulai Líviusz : Időutazás álló- és mozgóképeken / szerk. Antall István – Budapest : Te-Art-Rum, 128 o. – Biogr.:123-128. o.. Műjegyzék: 119-121. o.
  - Tururu és Türürü : a testvérpár első, szerencse-próbáló világjárása : mesekönyv huszonnégy felmondásban / Határ Győző – Budapest : Littera Nova, 79 o. (Sophie könyvek, 1416-6178 ; 25.)
- 2001 Zé, ó és ó : egy emberkert kacagtató tragédiái / Szemadám György - Budapest : Kortárs, 166 o.
  - Félkalap : verses kópéságok, 1975-1980 / Balázs Tibor. - Budapest : Accordia, 104 o. (Kópé könyvek, 1587-2874 ; 1.)
  - Vezetés és a modern természettudomány : rendszer a káoszban / Margaret J. Wheatley ; [az előszót írta Klein Sándor] - Budapest : SHL Hungary Kft., 215 o., [11] t.
  - Jónás könyve = The book of Jonah / Babits Mihály [ford. Tótfalusi István] ; [utószó Kelevéz Ágnes]. - Vác : Arcus, 63 o. – Az eredeti kézirat hasonmásával
- 2000 – A tudós szamár : Százéves történetek egy öreg tudósról, aki erdő-mező titkait kileste / Szepesi Attila – Budapest : Littera Nova, 34, [3] o. (Sophie könyvek, 1416-6178 ; 17.).
  - Akció : A teljes szívvel végzett tevékenység / Erdős Géza ; [az előszót és a VI. fejezetet írta Klein Sándor] - Budapest : SHL Hungary Kft., 153 o.
  - Utazások Casanovával / Paolo Galettinek, a hesseni választófejedelem tanácsosának úti jelentése alapján írta Halász Zoltán – Budapest : Vince K., 194, [2] o.
  - Akkora velőscsont, mint a Szent Gellért-hegy : Indul a bakterház '98 / Mihályfy Sándor – Budapest : Fehér Gy., 167 o.
- 1999 – Sára könyve / Kiss Benedek – Budapest : Littera Nova, 45 o. (Sophie gyermekkönyvek, 1416-6178 ; 11.)
  - az értelemig és tovább : még egyszer pszichológusok a pszichológiáról / Klein Sándor - Budapest ; Pécs : SHL Hungary Kft. ; JPTE Felnőttképzési és Emberi Erőforrás Int., 171 o.
  - Karácsonyi emlék : angolszász elbeszélések / [vál. és szerk. Erdődi Gábor] ; [ford. Bart István et al.] - Budapest : Marfa-Mediterrán, 296 o.
  - Mindörökké szerelem : eredeti válogatás a világ romantikus novelláiból / [vál. és szerk. Gáspár Ferenc] ; [ford. Benyhe János et al.] – Budapest : Marfa-Mediterrán, 377 o.
  - 1998 Isten homlokán : istenes versek / Gyurkovics Tibor – Szentendre : Kairosz, 184 o.
- 1997 – A dervis kilenc egere : török históriák / Tóth Béla ; [vál., a szöveget gond. és az utószót írta Steinert Ágota] – Budapest : Terebess, 169, [2] o.
- 1996 – Egy volt a világ : versek gyermekeknek, fiataloknak / Szabó Lőrinc - Miskolc ; [Budapest] : Felsőmagyarország ; Széphalom Könyvműhely, 141 o.
- 1993 – A tökéletes vendég / [szerk. Fábri Anna] ; [szemelvényeket vál. és összeáll. Kálmán András et al.] – [Budapest] : Helikon, 134 o.
- 1990 – Mátyás király rózsát nyitó ostornyele : Mesék, mondák, anekdoták / Kóka Rozália – [Budapest] : Út- Lap és Könyvkiadó Kft., 166, [8] o.
- 1989 Ida regénye / Gárdonyi Géza ; [vál. és sajtó alá rend. Z. Szalai Sándor]. - Budapest : Szépirod. Kvk., 493 o.
- 1988 Aki horgász akar lenni : Horgásztörténetek / [vál. és szerk. Fekete Sándor] - Budapest : Mezőgazdasági Kiadó ; MOHOSZ, 175 o.
  - Halfréd, a vízimanó / Tordon Ákos - Budapest : Móra, 129 o., [4] t.
- 1987 – A kacagó harcsa / Zabos Géza - Budapest : Mezőgazdasági Kiadó ; MOHOSZ, 248 o.
- 1987 – Lólila / Tordon Ákos – Budapest : Móra, 212 o., [4] t.fol.
- 1986 – Belső színjáték : Dante Alighieri Isteni színjátéka nyomán / Boda László – [Budapest] : Boda L., cop. 1985, 135 o.
  - Magyar Erato / [vál. és sajtó alá rend., az utószót és a jegyzeteket írta Réz Pál] – Budapest : Magvető, 478 o. (Magyar hírmondó, 0209-6471)
- 1985 – Hanna / Johan Ludvig Runeberg ; [ford. Szathmáry Lajos] – Budapest : Európa, 47 o., [6] t.fol.
  - Hókirály : Mesék, elbeszélések, történetek / Mikszáth Kálmán ; [vál. Sulyok Magda] - Budapest : Móra, 99 o.
  - Kudi, a levegőember / Gyurkovics Tibor – Budapest : Móra, 185 o.
  - Kutyafülűek : elbeszélések / Varga Domokos – Budapest : Kozmosz Kv., cop. 1973, 215 o.
- 1984 – Akik ki akarták merni a tengert / [vál. Ágai Ágnes] – Budapest : Móra, 230 o.
  - Az eltáncolt papucsok : Bukovinai székely népmesék / elmondja Fábián Ágostonné ; összeáll. és a szöveget gondozta Kovács Ágnes – Budapest : Móra, 200 o.
  - Elmondani nem is nehéz : Szövege(d)zés szóban és írásban / Hernádi Sándor - Budapest : Gondolat, 348 o.
  - Melyik a legjobb csók? : Csokonai Vitéz Mihály erotikus írásai / [vál. és a bev. tanulmányt írta Vargha Balázs] – [Budapest] : Helikon, 184 o., [11] t.fol.
- 1983 A bagolyvár és lakói / Kiss Tamás - Budapest : Móra, 29 o. (Bölcs bagoly, 0324-282X).
  - A Három Kövér / Jurij Olesa ; [ford. Magos László] - Budapest : Móra, 186, [3] o. (Mókus Könyvek, 0133 3542)
  - A mocsarak királya / Csengey Gusztáv ; [a szöveget gond., az előszót és az életrajzot írta Majtényi Zoltán] - Budapest : Móra, 190 o.
  - Szamártestamentum : Középkori francia mesék és bohózatok / [ford. Benjámin László et al.] ; (szerk., az előszót és a jegyzeteket írta Lakits Pál) – Budapest : Helikon, 590 o.
- 1983 – Makunaíma / Mário de Andrade ; [ford. Pál Ferenc]. – Budapest : Magvető, 341 o. (Világkönyvtár, 0324-7929)
  - Tündérmesék / Edith Nesbit ; [ford. Törék Margit] – Budapest : Móra, 133 o.
- 1982 – A bolhakirály / Páskándi Géza - Budapest : Móra, 30, [9] o.
  - A cirkuszkirály / Krúdy Gyula ; [vál. és szerk. Udvarhelyi Dénes] - Budapest : Móra, 462 o.
  - Az élet vasárnapja / Raymond Queneau ; [ford. Bognár Róbert] – Budapest : Európa, 236 o. (Vidám könyvek, 0139-4029)
  - Kriminalisztikai kalandozások / Egon Erwin Kisch ; [vál. és ford. Tandori Dezső] - Budapest : Gondolat, 393 o.
  - Legendák állatvilága / Farkas Henrik - [Budapest] : Natura, 217 o.
  - Nyolcszáz mérföld az Amazonason / Jules Verne ; [ford. és átd. Bartócz Ilona] - Budapest : Móra, cop. 1967, 298 o.
  - Tizenkét szék / Ilf és Petrov ; [fordította Gellért Hugó] – Budapest : Európa, 405 o. (Vidám könyvek, 0139-4029).
- 1981 – Hol van a világ vége? / Kiss Anna - Budapest : Móra, 57 o.
  - Elsöprő egyéniség / Ilja Ilf és Jevgenyij Petrov ; [fordította Radványi Ervin] – Budapest : Európa, 1981, cop. 1965, 306 o. (Vidám könyvek, 0139-4029)
- 1980 – Álomjáték / August Strindberg ; fordította Kúnos László – Budapest : Magyar Helikon, 81 l., [6] t.lev.
  - Az a híres Háry János / Rónaszegi Miklós – Budapest : Móra, 168 o.
  - Eleink : Három kisregény / Italo Calvino ; [fordította Telegdi Polgár István] – Budapest : Európa, cop. 1964., 457 o.
  - Lángoló vár / Laimonis Purs ; [fordította Czibók István] ; [a versbetéteket Migray Emőd fordította] - Budapest ; Uzsgorod : Móra ; Kárpáti K., 283 o.
  - Mesék a Broca utcából / Pierre Gripari ; [fordította Parancs János] – Budapest : Móra, 176 o.
- 1979 – A történelem bizalmasa / Malcolm Bradbury ; [fordította és az utószót írta Takács Ferenc] - Budapest : Európa, 335 o.
  - Írók két háború közt / [Ambrus Zoltán … et al.] ; Illés Endre válogatásában és bevezetőivel – Budapest : Magyar Helikon ; Szépirodalmi Könyvkiadó, 358 o.
  - Páskomi lakodalom / Takács Imre - Budapest : Móra, 22 o.
  - Tréfás-pipás-kupakos / Páskándi Géza - Budapest : Móra, 35 o.
  - Kócmadzag / Buda Ferenc - [Budapest] : Móra, 23 o. - (Óvodások könyvespolca, 0138-9335)
- 1978 – Angyalfia / Jékely Zoltán – [Budapest] : Szépirodalmi Könyvkiadó, 267 o.
  - Biliárd fél tízkor / Heinrich Böll ; [fordította Doromby Károly] – Budapest : Európa, 419 o. (Századunk mesterei, 0324-7651)
  - Csodamalom a Küküllőn : Verses mesék / Jékely Zoltán - [Budapest] : Móra, 69 o.
  - Karnyóné, vagyis / Csokonai Vitéz Mihály – Budapest : Szépirodalmi Könyvkiadó ; Magyar Helikon, 55 o., [4] t.lev.
  - Tartozó élet / Dobai Péter - Budapest : Magvető, 202 o. - (Magvető Zsebkönyvtár, 0324-5713)
  - Boldog bolondságok / Edward Lear ; [fordította Hajnal Anna] - Budapest : Móra Kiadó, 64 o.
  - Prágai utcák és éjszakák / Egon Erwin Kisch ; [fordította Tandori Dezső]. - Budapest : Gondolat, 472 o.
- 1977 – Az elsőszülött / Martti Larni ; [fordította Gombár Endre] - Budapest : Európa, 171 o.
  - Egyszer volt Budán kutyavásár / Szép Ernő - Budapest : Móra, [16] o.
  - Gesta Romanorum / [fordította Haller János] ; [sajtó alá rendezte Belia György] ; [válogatta és az utószót írta Kelecsényi Gábor] - [Budapest] : Magyar Helikon, 255 o.
  - Grant kapitány gyermekei : regény / Jules Verne ; [fordította Bartócz Ilona] - Budapest : Móra cop. 1969, 581 o.
  - Hóreggel / Veress Miklós - Budapest : Móra Kiadó, 36 o.
  - Kétévi vakáció : regény / Jules Verne ; [fordította Bartócz Ilona] – Budapest : Móra, 364 o.
  - Komolytalan történetek / Rolf Schneider ; [fordította Tandori Dezső] – Budapest : Európa, 198 o.
  - Zsugori : Telhetetlen fösvény ember : Vígjáték öt felvonásokban / mellyet Simai Kristóf … Molière után készített ; [a szöveget Belia György gondozta] ; [az utószót Kerényi Ferenc írta] – [Budapest] : Magyar Helikon, 81 o., 10 t.lev.
- 1976 – Hegyet hágék, lőtőt lépék : archaikus népi imádságok / Erdélyi Zsuzsanna ; [Az előszót írta Ortutay Gyula] ; linómetszet ; [A zenei lejegyzéseket Károly S. László, Olsvai Imre és Tóth Margit végezte] – Budapest : Magvető, 769 l.
  - Érzékeny utazások Francia- és Olaszországban / Laurence Sterne ; Fordította Kazinczy Ferenc – [Budapest] : Magyar Helikon, 158 o., 8 t.lev.
  - Gulliver utazása Lilliputban / Jonathan Swift ; [Fordította Karinthy Frigyes ; [Sajtó alá rendezte Vajda Endre] – Budapest : Móra Kiadó, 67 o.
- 1975 – A királyné nyaklánca / Szerb Antal ; [jegyz. Németh Miklós] – Budapest : Magvető, 372 o.
- 1974 – Anyanyelvünk játékai / Grétsy László - Budapest : Gondolat, 291 o.
  - Az alattvaló / Heinrich Mann ; [ford. Lányi Viktor Géza] – Budapest : Európa, 628 o. (Századunk mesterei)
  - Szenzáció! Szenzáció! / Egon Erwin Kisch ; ford. Tandori Dezső – [Budapest] : Gondolat, 515 o.
- 1973 – Ludas Matyi : magyar népmese / Illyés Gyula feldolgozása – Budapest : Móra Kiadó, [19] o.
  - Tambari : regény / Benno Pludra ; [ford. Fazekas László] – Budapest : Móra Kiadó, 342 o. (Sirály könyvek)
- 1972 – Kazohinia / Szathmári Sándor ; [utószó Keresztury Dezső] - Budapest : Magvető Könyvkiadó, 388 o. (Magvető zsebkönyvtár)
- 1972 – Weöres Sándor: Psyché, Budapest
- 1971 – Az ördög kastélya : [regény] / Cesare Pavese ; ford. Lőrinczi László - [Budapest] : Európa Könyvkiadó; Magyar Helikon, 263 o. - (Helikon kiskönyvtár)
  - Könyves király : regény / Fehér Tibor – Budapest : Móra Kiadó, 421 o.
  - Míg fekszem kiterítve / William Faulkner ; ford. Geher István – [Budapest] : Európa ; Magyar Helikon, 367 o. (Helikon kiskönyvtár)
  - Ruth : [regény] / Magyar Imre – Budapest : Magvető, 318 o.
- 1970 – A baba : [regény] / Alba de Céspedes ; [ford. Székely Éva] - Budapest : Európa, 282 o.
  - Az ősi szó nyomában : Reguly Antal regényes életrajza / Németh Imre ; [versford. Képes Géza] - Budapest : Móra Kiadó, 372 o.
  - Utazás a Holdba / Jules Verne – Budapest : Móra Kiadó, 370 o.
- 1969 – Grant kapitány gyermekei : regény / Jules Verne ; [fordította Bartócz Ilona] – Budapest : Móra, 581 o.
- 1969 – A bajnok élete : regény / Bertha Bulcsu – Budapest : Egyet. Ny., 281 o. (Kozmosz könyvek, 0134-1960)
  - Titánok : Beethoven életregénye / Gál György Sándor – Budapest : Móra Kiadó, 518 o.
- 1968 – Bódeni-tó : [regény] / Stanislaw Dygat ; [ford. Gimes Romána] – [Budapest] : Európa, 305 o.
- 1967 – Aurora : nemzetközi lírai antológia a Nagy Októberi Szocialista Forradalom ötvenedik évfordulójára / [a magyar kiadást szerk. Bolgár Magda] – Budapest : Magvető, 522 o.
  - Kardiogram / Eduards Mieželaitis ; [vál. Bolgár Magda] ; [ford. Bede Anna et al.] – Budapest : Magvető, 290 o., 1 t.
  - Lüszisztráté menyegzője / Hans J. Rehfisch ; [ford. Beck Erzsébet] ; [versford. Geher István] - Budapest : Európa, 362 o.
  - No de mindegy! : a vilnai Ephraim Lechberger kalandjai és nézetei, amiképpen … elmesélte „A Leviathánhoz” címzett fogadóban / Hans Jürgen Fröhlich ; [ford. Beck Erzsébet] – [Budapest] : Európa, 293 o.
  - Ön hogyan ideges? / Kisjó Sándor - Budapest : Szépirodalmi Könyvkiadó, 303 o.
- 1966 – Csizmás kandúr : mesék / Perrault ; [ford., átd. Rónay György] – Budapest : Móra Kiadó, 90 o., 2 t.
  - Aranyifjak alkonya : [regény] / Matei I. Caragiale ; [ford. és utószó Szenczei László] – Budapest : Európa, 186 o. – Megjelent Óvárosi gavallérok címmel is
  - Minden másképp van / Zágon István – Budapest : Magvető, 351 o. (Vidám könyvtár)
  - Vidám cimborák : [novellák] / Fejes Endre - Budapest : Magvető, 253 o.
  - Villon és a többiek / Mészöly Dezső – Budapest : Magvető, 580 o. – François Villon teljes életművének magyar fordításával
- 1965 – Bonifác avagy : matróz a palackban : regény / Manfred Bieler ; [ford. Sárközy Elga] – Budapest : Európa, 250 o.
- 1964 – Egyes szám első személyben / Mesterházi Lajos - Budapest : Magvető, 226 o.
- 1962 – Testvérek : [kisregény] / Kende Sándor – Budapest : Magvető, 205 o.

## Kötetei
- Időutazás álló- és mozgóképeken; szerk. Antall István; Te-Art-Rum Művészeti Bt., Bp., 2002

## Animációs filmek (válogatás)
- 1976 – Delfinia
- 1977 – Új lakók
- 1996 – Jónás

### Tévésorozatok
- 1977 Jómadarak
- 1982 Tinti kalandjai

## Díjai (válogatás)
- II. Firenzei Grafikai Biennálé aranyérme (1971)
- IBA-aranyérem, Lipcse (1972)
- Munkácsy Mihály-díj (1973)
- Arany Nofretete-díj, kairói filmfesztivál (1978)
- Ezüst Galamb-díj, lipcsei rövidfilmfesztivál (1978)
- Szép Magyar Könyv pályázat díja (1979)
- IBA-ezüstérem, Lipcse (1980)
- Magyar Népköztársaság Művészeti Alapjának kiállítási nívódíja (1984)
- Csillag Albert Alapítvány, fődíj (1987)
- Érdemes művész (1989)
- XXVII. Szegedi Nyári Tárlat díja (1995)
- XXIX. Szegedi Nyári Tárlat, MAOE Képzőművészeti Tagozata díja (1997)
- Kossuth-díj (2004)
- Budapestért díj (2005)[5]
- Prima díj (2005)
- Magyar Mozgókép Mestere (2008)
- A Magyar Érdemrend tisztikeresztje (2013)
- A Nemzet Művésze (2014)

## Kiállítások (válogatás

### Csoportos kiállítások (válogatás)
1964-től számos nemzetközi grafikai és könyvművészeti kiállításon láthatták alkotásait, többek között: Brno, Buenos Aires, Carpi, Lipcse, São Paulo, Tokió.
- 1968 – Stúdió '58-68, Műcsarnok, Budapest
- 1968 – Mai Magyar Grafika, Magyar Nemzeti Galéria, Budapest
- 1969 – Magyar művészet, 1945–1969, Műcsarnok, Budapest
- 1971 – Magyar grafika Dürer emlékezetére…, Magyar Nemzeti Galéria, Budapest
- 1979 – Magyar Grafika 1978, Magyar Nemzeti Galéria, Budapest
- 1983 – A kibontakozás évei 1960 körül. A huszadik század magyar művészete, Csók Képtár, Székesfehérvár

### Egyéni kiállítások (válogatás)
- 1966 – Dürer Terem, Budapest
- 1980 – József Attila Könyvtár, Miskolc
- 1981 – Dorottya Galéria, Budapest
- 1982 – Csepel Galéria, Budapest
- 1985 – Festőterem, Sopron
- 1988 – Erdei Ferenc Művelődési Központ, Kecskemét
- 1989 – Városi Hangverseny- és Kiállítóterem, Zalaegerszeg
- 1992 – Sárospataki Képtár, Sárospatak
- 1997 – MOL Székház Galéria, Szolnok
- 1997 – Festőterem, Sopron
- 1997 – Városi Kiállítóterem, Kazincbarcika